# Protégé

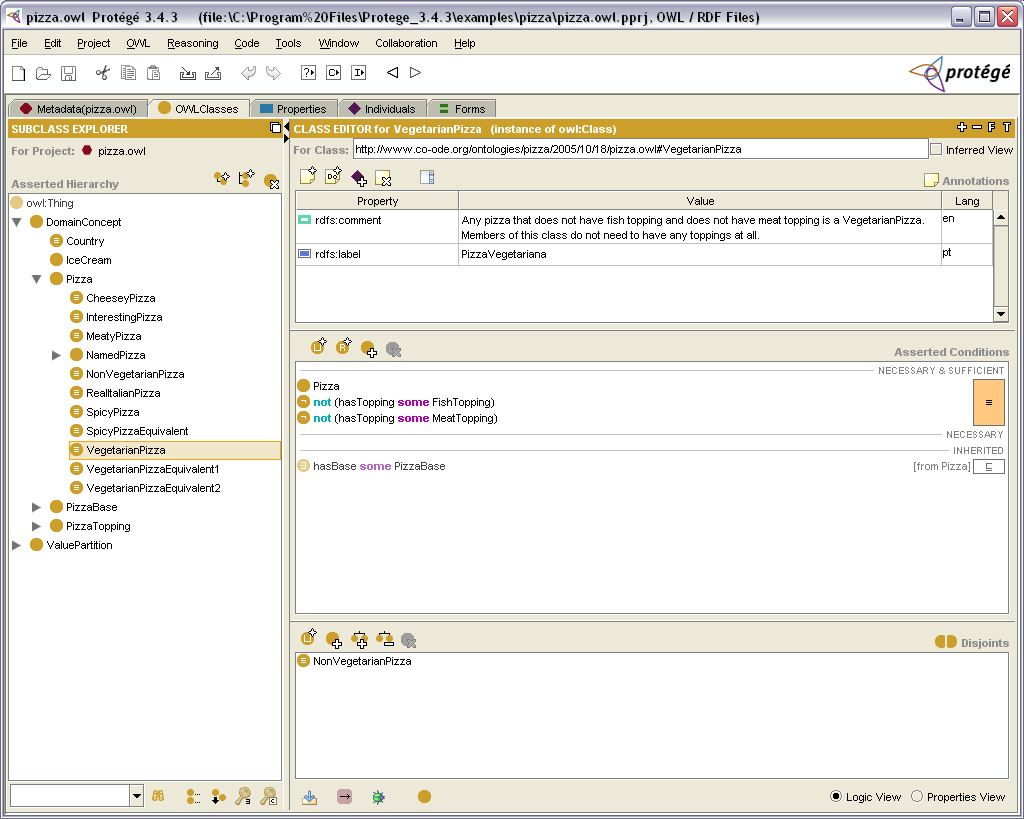

Protégé（直译：「門生」），通常拼为“Protege”，是一个史丹佛大学开发的本体编辑和知识管理系統。
开发语言采用Java，属于开放源码软件。由于其优秀的设计和众多的插件，Protégé已成为目前使用最广泛的本体论编辑器之一。

## 历史
第一个Protégé系统为1987年开发。